# Карињано (Торино)
Карињано (итал. Carignano) је насеље у Италији у округу Торино, региону Пијемонт.
Према процени из 2011. у насељу је живело 7336 становника. Насеље се налази на надморској висини од 241 м.

## Становништво
| 1936. | 1951. | 1961. | 1971. | 1981. | 1991. | 2001. | 2011. |
| ----- | ----- | ----- | ----- | ----- | ----- | ----- | ----- |
| 7.392 | 7.788 | 8.008 | 9.347 | 8.861 | 8.647 | 8.647 | 9.156 |